# ツヤハダクワガタ
ツヤハダクワガタ (Ceruchus ligunarius) とは、昆虫綱甲虫目クワガタムシ科に属するクワガタムシ。体長12mm程の小型種。
原始的なクワガタムシで、ツヤハダクワガタ属のものはヨーロッパや北アメリカにも生息しており、また体型的に似通ったクワガタムシが化石としても出土している。

## 体型
多くのクワガタムシの体型が扁平であるのに対し、本種は筒状であり、クワガタムシの祖先と考えられているクロツヤムシと共通する。また、両前脚基節が互いに接しているのも特徴である。
体表は強い光沢を有し、前翅にははっきりとした縦の筋が、頭部には点刻が見られる。大顎は、根元に唯一の内歯があり、根元から外側に伸びた後中ほどで折れ曲がる。内歯から折れ曲がる付近までには内側に褐色の毛を有する。このような特徴的な大顎だが、全体の体長の5分の1程。
メスは、前胸背板と後翅の大きさはオスと殆ど変わらないものの、頭部と大アゴが小さく、全体として頭すぼみの体型になっている。

## 生態
標高1000 - 2000m程度の亜高山 - 高山帯に生息する。成虫、幼虫共に湿気の高い褐色腐朽（赤腐れ）の倒木内に見られ、個体によっては一生野外に出ずに生涯を終える。樹種はブナやミズナラが多く、カツラやモミにも見られる。
成虫は水分補給以外の後食行動をほとんどとらない。飛翔能力はあるが、新たな発生源を求めて移動する時以外殆ど朽木外に出ないため、灯火に飛来する例も相対的に少ない。
幼虫期間は気候により変化し、1 - 2年と見られている。高温に極めて弱く、夏の関東の平地等では、クーラーなどによる低温管理を施さない限り殆どが死亡する。
成虫の活動時期は晩夏と見られているが、夏が終わった頃羽化した成虫は、そのまま蛹室で越冬する。
蛹には天敵のチャイロオオイシアブの幼虫が寄生することが知られている。

## 分類
ツヤハダクワガタ属は学者によってルリクワガタ亜科やイッカククワガタ亜科に分類されることもあるものの、遺伝子分析によるとキンイロクワガタ亜科の姉妹群とされ、本属のみツヤハダクワガタ亜科として孤立される可能性は高い。

## 亜種
原名亜種 C. l. ligunarius
北海道と本州の関東地方以西
ミヤマツヤハダクワガタ C. l. monticola
関東以南の本州。前亜種との境界は群馬県南西部とされている。
ミナミツヤハダクワガタ C. l. nodai
四国・九州に生息する。

## 国外種
ツヤハダクワガタの仲間は北半球に広く生息し、分布域も、生息場所も、高山地帯に限定されている部分に、日本産との共通点がある。

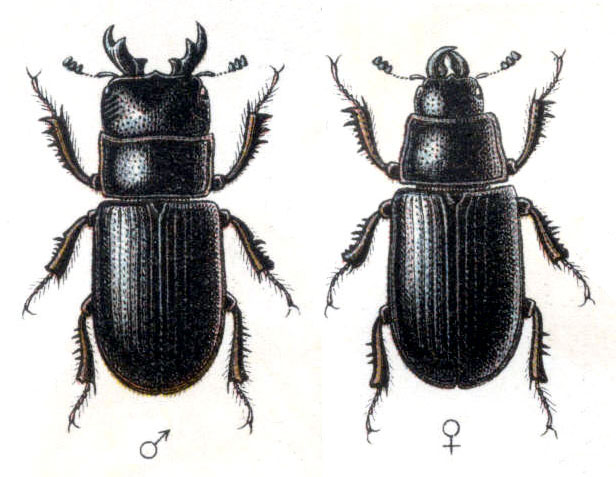
ヨーロッパツヤハダクワガタ

ヨーロッパツヤハダクワガタC. chrysomelinus
主に中部ヨーロッパに生息し、生態面でも日本産に似ている。日本産に比べ、顎がやや真っ直ぐに伸びている。日本産よりも内歯が発達する。
ピケウスツヤハダクワガタ C. piceus
カナダをはじめ、北アメリカ東部に生息し、雄にはオオクワガタのような形状の内歯が発達する。
プンクタートスツヤハダクワガタ C. punctatus
アメリカ合衆国東部のカスケード及び、シェラネバダ山脈に分布している。ピケウスツヤハダクワガタよりも、内歯の発達は弱い。